# ادسیا
ارامنه سکونتگاه در منطقه استاوروپل به نام روستای ادسیا (ارمنی: Եդեսիա) تأسیس کردند که در مرز چچن در منطقه کورسک واقع شده است. این روستا در سال ۱۷۹۷ عمدتاً توسط ارامنه مهاجر از آذربایجان تأسیس شد. اسم این شهرک به نام شهر ادسیا در آناتولی گرفته شده است، جایی که زمانی ارامنه زیادی در آن زندگی می‌کردند. همه ساکنان روستا ارمنی هستند: حدود ۷۰۰۰ نفر.